# Гондомар (Іспанія)
Гондомар (гал. Gondomar, ісп. Gondomar) — муніципалітет в Іспанії, у складі автономної спільноти Галісія, у провінції Понтеведра. Населення — 13 841 осіб (2009).
Муніципалітет розташований на відстані близько 460 км на північний захід від Мадрида, 37 км на південь від Понтеведри.

## Демографія
Динаміка населення (INE ):

## Галерея зображень

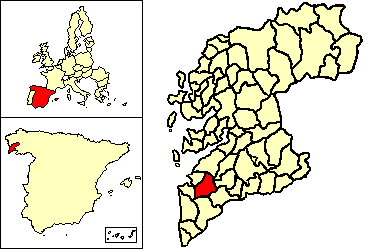
Розташування муніципалітету